# Samtgemeinde Leinebergland
La comunità amministrativa Leinebergland (Samtgemeinde Weser-Aue) si trova nel circondario di Hildesheim nella Bassa Sassonia, in Germania.
È stata costituita il 1º gennaio 2016 tramite la fusione delle Samtgemeinde Gronau (Leine) e Samtgemeinde Duingen. 
La sede amministrativa si trova nella città di Gronau (Leine).

## Suddivisione
Comprende 3 comuni:
1. Eime
2. Duingen
3. Gronau (Leine)